# Ausztrál pelikán
Az ausztrál pelikán (Pelecanus conspicillatus) a madarak (Aves) osztályának gödényalakúak (Pelecaniformes) rendjébe, ezen belül a gödényfélék (Pelecanidae) családjába tartozó faj.

## Előfordulása
Ausztrália, Indonézia, Pápua Új-Guinea, Salamon-szigetek  és Kelet-Timor tengerparti területein honos. Kóborlásai során eljut
Fidzsire, Naurura, Új-Kaledóniába, Új-Zélandra, Palaura és Vanuatura is.

## Megjelenése
Testhossza 160–180 centiméter, szárnyfesztávolsága 230–250 centiméter, testtömege 4–10 kilogramm közötti. Hatalmas csőre a 47 centimétert is elérheti, mellyel csúcstartó a madárvilágban.

## Életmódja
Túlnyomórészt halakkal táplálkozik.
|  |

## Rokon fajok
Európában a rózsás gödény és a borzas gödény található meg.